# Ligist
Ligist is een gemeente in de Oostenrijkse deelstaat Stiermarken, en maakt deel uit van het district Voitsberg.
Ligist telt 3226 inwoners.
Bärnbach ·
Edelschrott ·
Gallmannsegg ·
Geistthal ·
Gößnitz ·
Graden ·
Hirschegg ·
Kainach bei Voitsberg ·
Köflach ·
Kohlschwarz ·
Krottendorf-Gaisfeld ·
Ligist ·
Maria Lankowitz ·
Modriach ·
Mooskirchen ·
Pack ·
Piberegg ·
Rosental an der Kainach ·
Salla ·
Sankt Johann-Köppling ·
Sankt Martin am Wöllmißberg ·
Söding ·
Södingberg ·
Stallhofen ·
Voitsberg
- Gemeinsame Normdatei: 411920-4
- MusicBrainz: 85eb4134-f9ff-46c2-9d48-6d8c3c0c8b69
- Virtual International Authority File: 152215534
- WorldCat: E39PBJwxFrg9bjXdBfpYgBV9jC